# Śliwowica

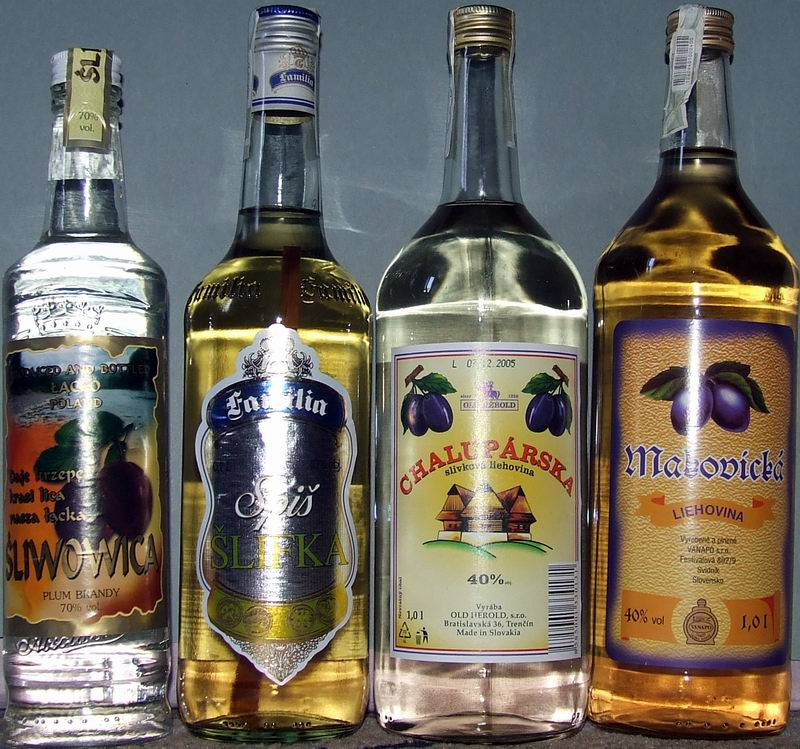
Butelki ze śliwowicami z Polski i Słowacji

Śliwowica – wysokoprocentowy (niekiedy nawet ponad 70%), wytrawny napój alkoholowy, wypalanka, produkowana ze specjalnie dobranych śliwek węgierek. Zazwyczaj śliwowica jest spożywana w postaci czystej, ale jak każdy silny napój alkoholowy może być dodatkiem do drinków.

## Produkcja
Śliwowica produkowana jest z przefermentowanego zacieru uzyskanego z miazgi przebranych i rozdrobnionych śliwek węgierek. Niekiedy ok. 15% owoców miażdżonych jest razem z pestkami. Zacier destylowany jest jedno- (ok. 50-60%) lub dwukrotnie (nawet ponad 70%).
Produkowana jest w Europie Środkowej i Wschodniej, w Austrii, na Morawach, Słowacji, Słowenii, Chorwacji, Bośni, Bułgarii, Polsce, Serbii, Czarnogórze, Rumunii. Wypalanki śliwkowe produkowane są również, choć rzadziej, w Europie zachodniej, głównie na obszarach niemieckojęzycznych – w Alzacji, Schwarzwaldzie i okolicach Bazylei. Legalnie produkowana przemysłowo w tych państwach śliwowica może mieć niższą zawartość alkoholu, co wynika z wewnętrznych regulacji prawnych, lecz pędzona w warunkach domowych zawsze jest napojem wysokoprocentowym.
W Polsce produkowana bez zezwolenia głównie na południu w okolicy Łącka (śliwowica łącka), np. we wsi Kicznia, Czerniec, Maszkowice, Zagorzyn w okolicy Nowego Sącza (gminy Łukowica, Podegrodzie) i w gminie Szydłów. Sztuka produkcji śliwowicy jest w tym regionie przekazywana z pokolenia na pokolenie od XVII wieku. Tajemnica produkcji polega na doborze odpowiednich śliwek. Prawdziwa śliwowica powinna być destylowana wyłącznie dzięki alkoholowi powstałemu z cukru zawartego w owocach (bez domieszki cukru).
Organy ścigania nie reagują na nielegalną produkcję tego typu alkoholu na zasadzie tzw. umowy społecznej. W roku 2012 mieszkaniec gminy Łącko, Krzysztof Maurer uzyskał zgodę na legalną produkcję destylatów owocowych, w tym też śliwowicy.
Specyficzną formą śliwowicy jest tzw. „Śliwowica paschalna” (ang. Passover slivovitz) produkowana z zachowaniem zasad koszerności, pod nadzorem przedstawiciela gminy żydowskiej. Jest to napój alkoholowy 70%, produkowany z przebranych śliwek, absolutnie bez żadnych dodatków, nawet wody, z zachowaniem wyjątkowej czystości. Destylat o mocy 73-75% jest leżakowany minimum 2 lata. Śliwowica paschalna charakteryzuje się bardzo bogatym śliwkowym aromatem, jasnożółtą barwą i swoistym, charakterystycznym dla śliwowic smakiem.
W podobny sposób, lecz bez nadzoru religijnego produkowana jest Śliwowica specjalna, o mocy 65%. Produkowane są też wódki w typie śliwowicy, będące najczęściej mieszanką naturalnej śliwowicy ze spirytusem zbożowym lub ziemniaczanym.

## Literatura
- Cieślak J, Od Abbocato do żubrówki, Warszawa 1992